# Usatowe (stacja kolejowa)
Usatowe (ukr. Усатове) – stacja kolejowa w miejscowości Usatowe, w rejonie bielajewskim, w obwodzie odeskim, na Ukrainie.